# Сероспинная шипоклювка
Сероспинная шипоклювка (лат. Acanthiza robustirostris) — вид воробьинообразных птиц из семейства шипоклювковых (Acanthizidae). Распространены в Австралии.